# Oleh Hornykiewicz
Oleh Hornykiewicz (ur. 17 listopada 1926 w Sichowie, zm. 26 maja 2020 w Wiedniu) – austriacki biochemik, pochodzenia ukraińskiego.
Oleh Hornykiewicz urodził się w Sichowie (obecnie część Lwowa), na terenie II Rzeczypospolitej w rodzinie popa. Po wybuchu II wojny światowej, kiedy miał 13 lat, wyjechał, wraz z rodziną do Austrii. Po wojnie podjął studia medyczne na Uniwersytecie Wiedeńskim. Ukończył je w 1951 roku i podjął pracę naukową na Wydziale Farmakologii, gdzie badał rolę białek przenoszących miedź w chorobie Wilsona.
W latach 1956–1958 Oleh Hornykiewicz przebywał, dzięki stypendium British Council, na Uniwersytecie Oksfordzkim w zespole Hermanna Blaschko, prowadzącym badania nad katecholaminami, monoaminooksydazą oraz karboksylazą DOPA.
Po powrocie do Wiednia Oleh Hornykiewicz, połączył swoje dotychczasowe zainteresowania jądrami podstawnymi oraz dopaminą i rozpoczął pomiary poziomu dopaminy w prążkowiu osób zmarłych na choroby neurologiczne. Zaobserwował niedobory dopaminy jedynie w jądrze ogonistym i skorupie osób cierpiących na chorobę Parkinsona.
Wraz z neurologiem, Waltherem Birkmayerem, Hornykiewicz prowadził próby podawania dopaminy pacjentom z chorobą Parkinsona, efekty, zwłaszcza w przypadku akinezji, były spektakularne. Kolejnym etapem, było podawanie prekursora dopaminy lewodopy. Pacjenci, którzy dotychczas nie byli w stanie podnieść się z pozycji leżącej lub siedzącej zaczynali chodzić, poprawiała im się mowa, powracała mimika.
W latach 1967–1976 pracował na University of Toronto, a następnie wrócił do Wiednia, gdzie kierował Instytutem Farmakologii Biomedycznej.
W 1979 roku otrzymał, wraz z Rogerem Wolcottem Sperrym i Arvidem Carlssonem, Nagrodę Wolfa w dziedzinie medycyny. Gdy w roku 2000, Arvid Carlsson znalazł się wśród laureatów nagrodą Nobla w dziedzinie medycyny, za „odkrycia dotyczące przekazywania sygnału w układzie nerwowym”, około 200 naukowców podpisało petycję z protestem przeciwko nie uwzględnieniu Hornykiewicza.

## Wyróżnienia i nagrody
- Nagroda Wolfa w dziedzinie medycyny (1979)
- Ludwig-Wittgenstein-Preis (1993)